# Nowy Ratusz w Legnicy
Ratusz w Legnicy – budynek został wzniesiony w roku 1905 w stylu neorenesansowym. Obecnie jest siedzibą władz miasta.

## Historia
Na skutek rozwoju miasta, pod koniec XIX wieku zaistniała potrzeba budowy nowego, większego ratusza. Nowa siedziba władz miejskich Legnicy została wzniesiona w latach 1902–1905 według projektu radcy budowlanego Paula Öhlmanna. Budowla jest efektem realizacji pierwszej części projektu, zakładającego docelowo powstanie czteroskrzydłowego zespołu z dwoma dziedzińcami wewnętrznymi oraz monumentalną wieżą. Budowa, zapewne z braku funduszy, nigdy nie została zakończona.

Decyzją wojewódzkiego konserwatora zabytków z dnia 14 kwietnia 1981 roku budynek został wpisany do rejestru zabytków.

## Architektura
Nowy ratusz jest okazałym neorenesansowym gmachem wzniesionym na planie litery L. Budowla ma pięć kondygnacji, dwa zewnętrzne ryzality i jest nakryta dachami dwuspadowymi z lukarnami. Na kalenicy jest sygnaturka, a dachy są ujęte w bogato zdobione neorenesansowe szczyty. Sygnaturka jest zwieńczona hełmem z dwoma prześwitami. Elewacje są bogato zdobione detalami architektonicznymi, takimi jak: wykusze, boniowania i obramienia okienne. Detale rzeźbiarskie zdobiące wykusz północny odnoszą się do przeszłości miasta. Na filarach loggi ulokowano rycerzy z herbami Śląska, Legnicy i Prus. Na szczycie frontonu powtórzony został kartusz z herbem miasta składającym się z dwóch skrzyżowanych kluczy. Nad nim umieszczono figurę czeskiego lwa – herbowe zwierzę Legnicy. Dwuipółtraktowe wnętrza mają korytarze komunikacyjne i są nakryte sklepieniami kolebkowymi z lunetami. Efektowny ratusz jest siedzibą władz miasta.

## Galeria

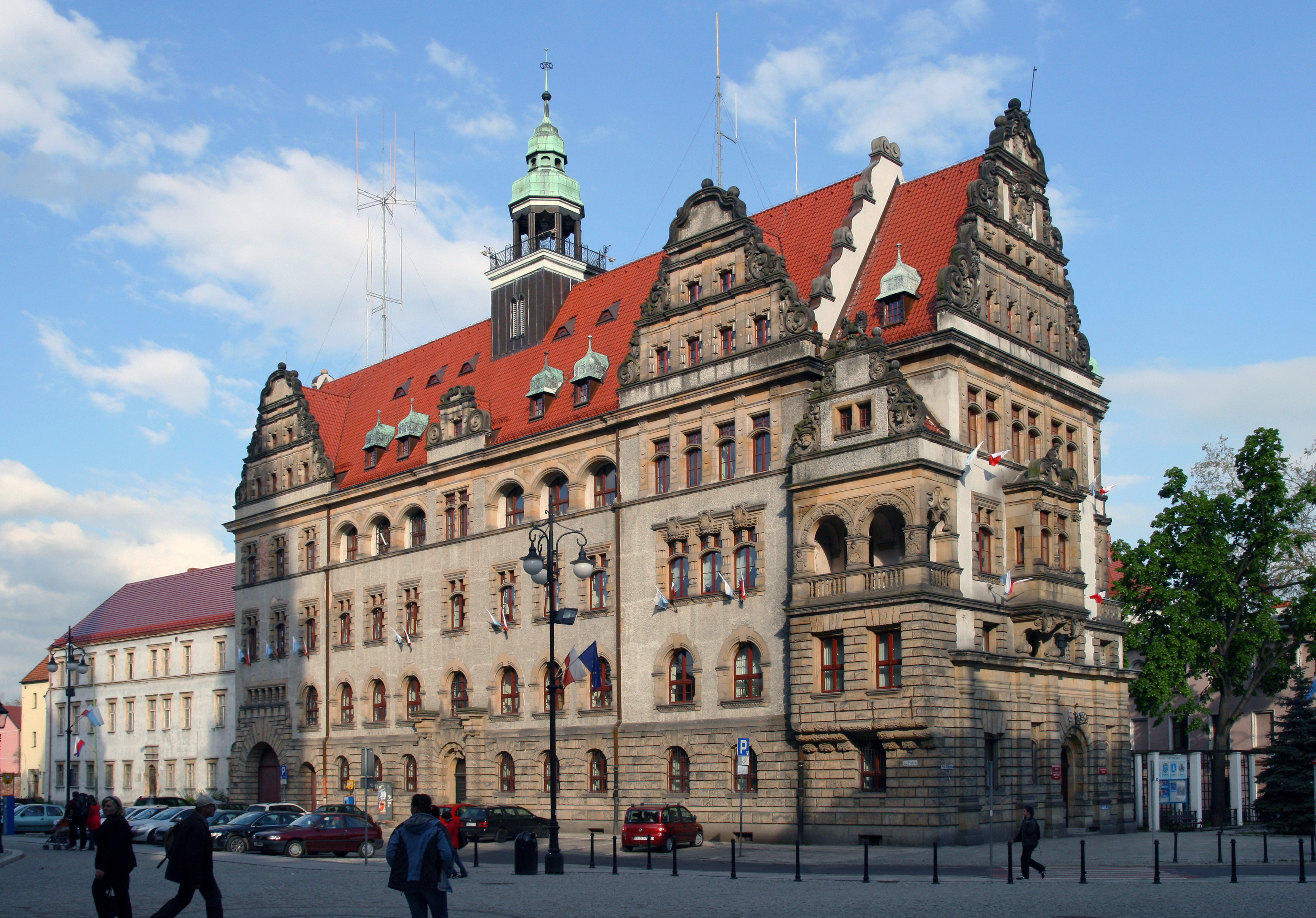
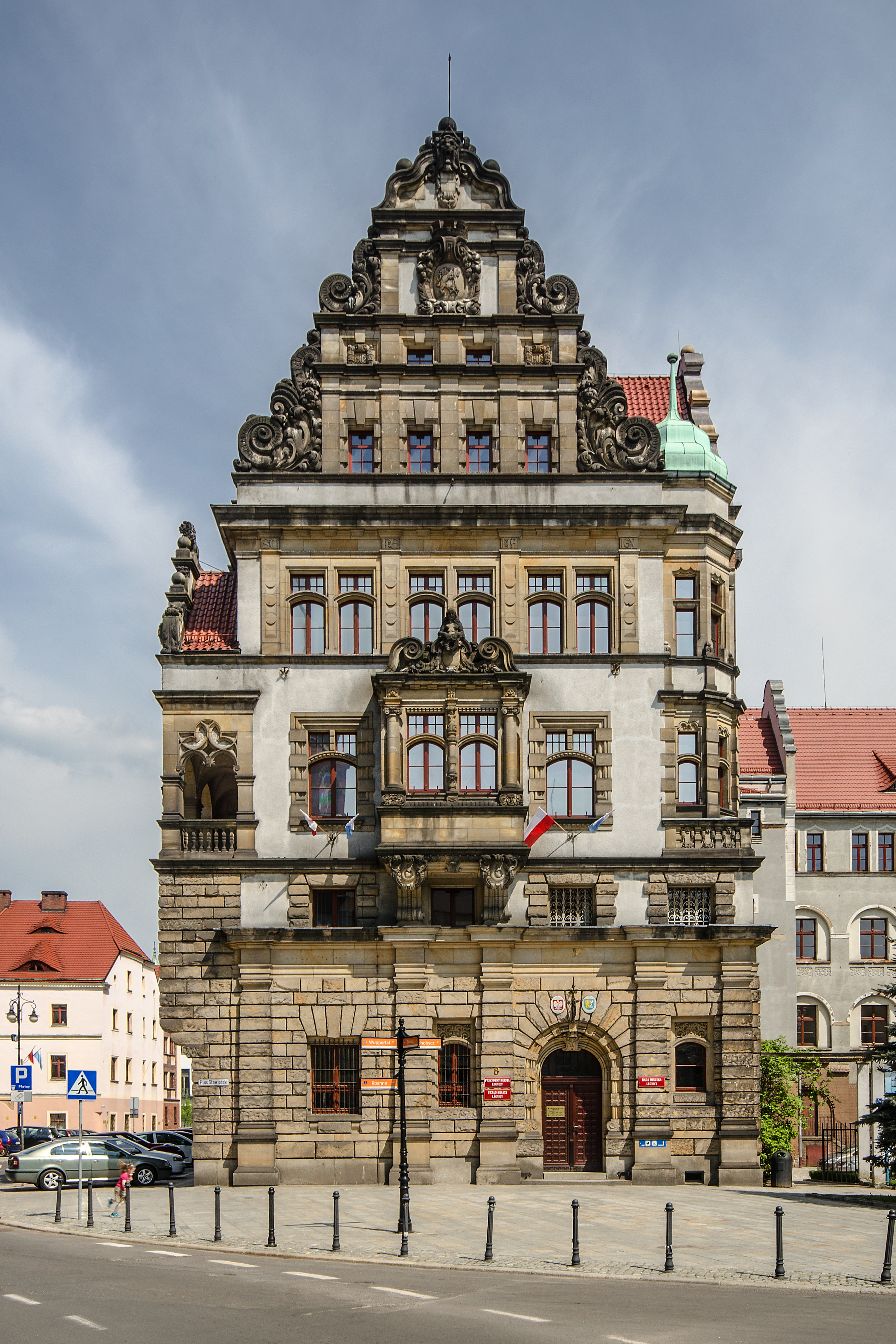
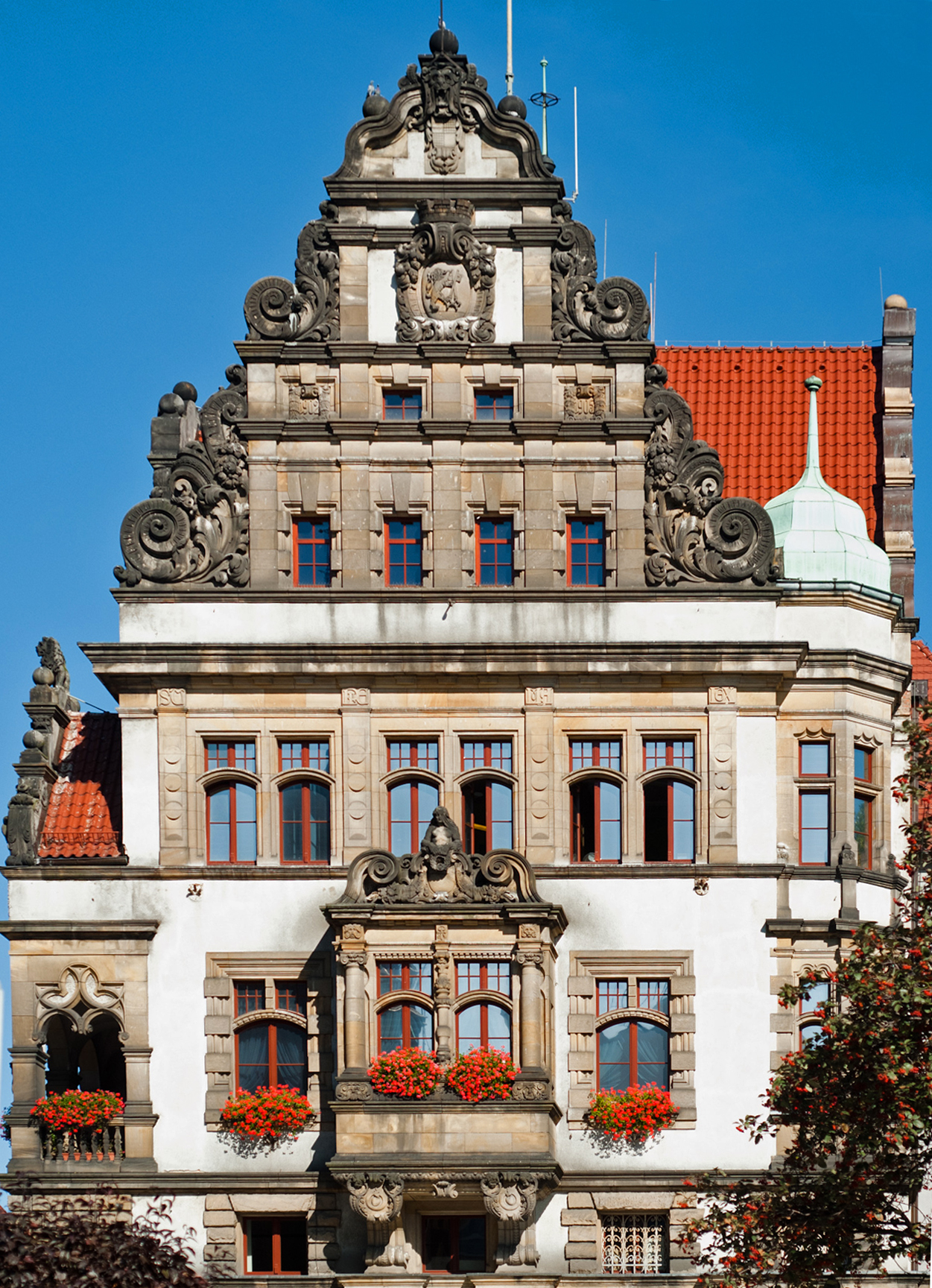
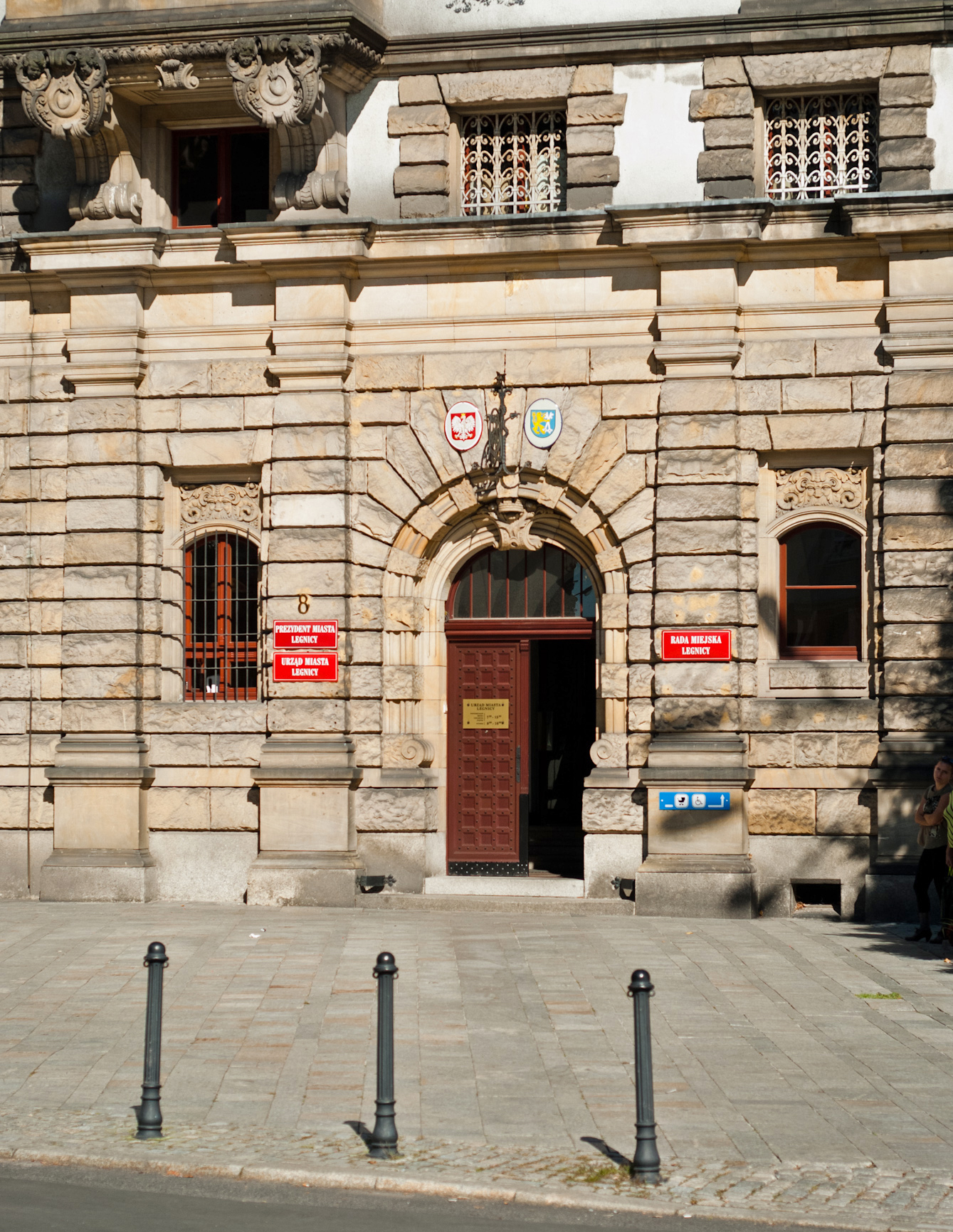